# Emilio Pericoli
Emilio Pericoli (ur. 7 stycznia 1928 w Cesenatico, zm. 9 kwietnia 2013 w Savignano sul Rubicone) – włoski piosenkarz. Zwycięzca Festiwalu Piosenki Włoskiej w San Remo w 1963 roku z piosenką „Uno per tutte”, wykonaną w parze z Tonym Renisem. Reprezentant Włoch podczas 8. Konkursu Piosenki Eurowizji w 1963 roku z tą samą piosenką (3. miejsce).

## Życiorys
Emilio Pericoli w młodości uczył się gry na fortepianie i gitarze. Po wojnie przeniósł się do Ceseny, gdzie w 1947 roku pojawił się jako wokalista w orkiestrze Enza Ceragioli, z którą przez kilka lat występował we Włoszech i za granicą. Zyskał popularność dzięki transmisjom radiowym. W 1954 roku wziął udział w konkursie radiowym Dieci canzoni da lanciare. Po 1955 rozpoczął działalność jako aktor, występując w kilku komediach muzycznych.
W 1959 roku, po podpisaniu umowy z Dischi Ricordi, rozpoczął karierę piosenkarską przypominając z powodzeniem znane włoskie piosenki z lat 30. i 40., a także niektóre pieśni neapolitańskie jak „Anema e core” i „Scalinatella”, wszystkie wydane na dwóch albumach, Amori d'altri tempi (1961) i Amori dei nostri anni ruggenti (1962).
Jesienią 1961 roku dołączył do zespołu Studio Uno, w parze z Renatą Mauro. W 1962 roku wystąpił na Festiwalu Piosenki Włoskiej w San Remo z piosenką „Quando quando quando”, zaprezentowaną w parze z jej kompozytorem, Tonym Renisem. W następnym roku ta sama para wygrała Festiwal w San Remo z piosenką „Uno per tutte” (Mogol - Alberto Testa - Tony Renis). 
Również w 1963 roku, w Londynie, wziął udział w finale 8. Konkursu Piosenki Eurowizji prezentując tę samą co w San Remo piosenkę, za która otrzymał 37 punktów i zajął 3. miejsce; zwycięstwo przypadło małżonkom Grethe i Jørgenowi Ingmannom z Danii.
Największym sukcesem komercyjnym w jego karierze stał się jednak przebój „Al di là” (dzieło spółki autorsko-kompozytorskiej Giulio Rapetti - Carlo Donida), który w wykonaniu Betty Curtis, zdobył 1. miejsce na Festiwalu w San Remo w 1961 roku. Choć wersja Pericolego we Włoszech cieszyła się umiarkowanym powodzeniem, to stała się większym hitem w Ameryce Łacińskiej. Ponadto została ponownie nagrana na ścieżce dźwiękowej filmu Rome Adventure w reżyserii Delmera Davesa z 1962 roku. Piosenka osiągnęła 6. pozycję na U.S. Hot 100 i 3. na Adult Contemporary w Stanach Zjednoczonych oraz 30. w Wielkiej Brytanii.
W 1964 roku artysta ponownie wystąpił na Festiwalu w San Remo, tym razem z piosenką „Piccolo piccolo”, jednak bez powodzenia. Po nagraniu w połowie lat 60. kilku płyt dla Dischi Ricordi przeniósł się do Warner Bros. Records, a pod koniec dekady do Globe Records. W latach 60. brał udział w serialu telewizyjnym Studio Uno z Miną i bliźniaczkami Kessler. Wraz z nadejściem ery rock and rolla we Włoszech wyjechał do Ameryki, gdzie występował z powodzeniem przez kilka lat, ale później wycofał się z estrady, powracając na nią dopiero po dwudziestu latach, gdy powróciła moda na lata 60.. W 2006 roku, już po przejściu na emeryturę, przeniósł się do Gambettoli, gdzie spędził ostatnie lata życia. Zmarł w wyniku choroby 9 kwietnia 2013 roku w hospicjum w Savignano sul Rubicone.

## Dyskografia
Emilio Pericoli nagrał 6 albumów oraz 33 single i EP-ki. 

### Albumy
- 1957 – Songs From San Remo 1957 (Giorgio Consolini, Nunzio Gallo, Emilio Pericoli)
- 1961 – Amori D'Altri Tempi
- 1962 – Amori Dei Nostri Anni Ruggenti
- 1963 – The Golden Hits Of Italy
- 1966 – From Roma With Love (Da Roma Con Amore)
- 1966 – Il Mordo Emilio Pericoli

### Single i EP-ki
- 1953 – „Secondo il tempo che fa” (EP)
- 1956 – „Senza catene”/„Croce di oro”
- 1957 – „I Successi Di S. Remo 1957” (Luciano Tajoli/Emilio Pericoli)
- 1958 – „Nel blu, dipinto di blu” (EP)
- 1959 – „Ciao, baby, ciao”/„L'air de Paris”
- 1960 – „Non Pensiamoci”/„Enrico VIII”
- 1961 – „Al di là”/„Never Forget Me”
- 1961 – „Amori D'Altri Tempi Vol. 1” (EP)
- 1962 – „Al di là from "Rome Adventure"”/„Sassi” (Emilio Pericoli/Gino Paoli)
- 1962 – „Al di là” (EP)
- 1962 – „Sassi”/„Al di là” (Gino Paoli/Emilio Pericoli)
- 1962 – „Quando quando quando”/Sedici anni”
- 1963 – „Uno per tutte”/„Sull'acqua”
- 1963 – „Uno per tutte”/„Mandulinata blu”
- 1963 – „Uno per tutte”/„Sull'acqua”/„Dentro di me”/„Ciao, baby ciao” (EP)
- 1963 – „Uno per tutte”/„Sull'acqua”
- 1964 – „VI Festival De La Canción Mediterránea” (EP)
- 1964 – „Rosso o nero? ”/„Quando, quando, quando”/„Tornerò al Cairo”/„Sedici anni” (EP)
- 1964 – „Gente allegra”/„La signora Juve”
- 1964 – „He sabido que te amaba” (cantado en español) (EP)
- 1964 – „Mi voglio bene”/„Vicini d'ombrellone”
- 1964 – „Piccolo piccolo”/„Un po' di più”
- 1965 – „My World”/„What Must I Do”
- 1965 – „Abat-Jour”/„Vipera”
- 1966 – „Castelli di sabbia” (dal film omonimo)/„Stai qui con me” (dal film Maja)
- 1966 – „Solo più che mai (Strangers In The Night)”/„Ridera”
- 1976 – „Smoke From A Distant Fire” (The Sanford/Townsend Band)/„Al di là from "Rome Adventure"” (Emilio Pericoli with Giampiero Boneschi's Orchestra)
- Rok nieznany – „Al di là”/„Solo più che mai (Strangers In The Night)”
- Rok nieznany – „Mary Rose”/„Tornerò al Cairo”
- Rok nieznany – „Ragazzo mio”/„Dormi amore mio”
- Rok nieznany – „Chella llà!”
- Rok nieznany – „Besame Mucho”/„Ancora”
- Rok nieznany – „Il mondo” (EP)